# William Chapman Ralston
William Chapman Ralston (* 12. Januar 1826 in Wellsville, Ohio; † 27. August 1875 in San Francisco) war ein US-amerikanischer Geschäftsmann und Financier in San Francisco, Kalifornien. Er war der Gründer der Bank of California. Ein Biograph bezeichnete ihn einst als „The Man Who Built San Francisco“.

## Leben
William Chapman Ralston war der Sohn von Robert Ralston III und Mary Wilcoxen Chapman.
Seinen Reichtum erwirtschaftete er mit Hilfe der Silbermine Comstock Lode in Nevada und wurde einer der reichsten und einflussreichsten Männer Kaliforniens.
Er erbaute die Ralston Hall in Belmont, Kalifornien.
Auf ihn geht die Erbauung des Palace Hotel in San Francisco zurück. Er finanzierte das Projekt mit 5 Millionen US-$. John Painter Gaynor war der Architekt und Ingenieur.
1875 kollabierte sein Finanzimperium auf Grund der enormen Unkosten zur Erbauung des Palace Hotel, des Fehlschlags beim Versuch die Spring Valley Water Company zu erwerben und wieder zu verkaufen, der Nachwirkungen der Wirtschaftsdepression von 1873, der sogenannten Panic of 1873 und dem Zusammenbruch des Bestandwertes der Bank of California.
Einen Tag nach dem finanziellen Kollaps wurde sein Körper tot in der San Francisco Bay gefunden, entweder auf Grund eines Herzanfalls beim Schwimmen oder durch Selbstmord. An der Trauerprozession nahmen 50.000 Menschen in San Francisco teil.